# روبرت دوسن (مصارع رياضي)
روبرت دوسن هو مصارع رياضي كندي، ولد في 4 ديسمبر 1963 في وندسور في كندا.

## وصلات خارجية
- روبرت داوسون على موقع قاعدة بيانات المصارعة الدولية (الإنجليزية)
- روبرت داوسون على موقع أوليمبيديا (الإنجليزية)